# Wintersun
Wintersun este o formație heavy metal din Helsinki, Finlanda, înființată inițial de chitaristul, keyboardistul, basistul, compozitorul și vocalistul Jari Mäenpää ca o alternativă la trupa folk metal Ensiferum, al cărei chitarist și solist vocal era. În 2003, Mäenpää a început să strângă compozițiile la care lucra din 1995. Aceste piese se bazau pe teme specifice descrise de Mäenpää drept: „maiestuoase, spațiale și melodice”. Muzica Wintersun este caracterizată de armonii folk, tempouri rapide și de îmbinarea stilului vocal clean cu vocile dure. Deși Mäenpää intenționa ca pentru primul album să interpreteze și să înregistreze fiecare instrument el însuși, avea totuși nevoie de un baterist. El i-a trimis demo-urile compozițiilor lui Kai Hahto, fost membru al Rotten Sound, care a acceptat să interpreteze partea de baterie.
După ce a obținut un contract cu casa de înregistrări Spinefarm, Mäenpää și-a programat perioada pe care să și-o petreacă în studio. Deoarece aceasta se suprapunea cu turneul Ensiferum de promovare a albumului lor din 2004, Mäenpää a fost obligat să solicite o perioadă de pauză de la trupă. El a fost însă concediat de Ensiferum, așa că s-a concentrat pe producția primului album al trupei Wintersun, intitulat chiar Wintersun.
După apariția Wintersun, trupa a găsit membri permanenți care să concerteze și să promoveze albumul, însă nu a fost contractat și un claviaturist. În 2006, Wintersun au început să lucreze la următoarele lor două producții, Time I și Time II, programate inițial să fie lansate ca un singur album. Înregistrările au început în luna mai a aceluiași an, dar au fost marcate de ani lungi de întârzieri dintr-o multitudine de motive, nu în ultimul rând din cauza complexității mixării fiecărei piese.

## Istoric

### 2003–2004: Conceperea și lansareaWintersun
Jari Mäenpää a înființat Wintersun în 2003, „pentru a compune piese care să te facă să te simți ca și cum ai pluti în spațiu”. Mäenpää a ales numele „Wintersun” dintr-o listă pusă la dispoziție de un prieten, explicând mai târziu că „Winter reflectă latura rece și furtunoasă a albumului și, de asemenea, melancolia și magia finlandeză. Sun se referă la senzația de 'univers, spațiu și stele' a albumului, puternic conectată cu versurile”. Deși piesele de pe Wintersun fuseseră scrise între 1995 și 2004 (a se vedea data compunerii fiecărei piese aici), Mäenpää și-a concentrat efortul componistic pe trupa folk metal Ensiferum, alături de care cânta din 1996.
Mäenpää l-a contactat pe toboșarul Kai Hahto de la Rotten Sound, care, după ce a ascultat înregistrările demo, a fost de acord să participe ca muzician de studio la proiectul Wintersun. Mäenpää și Hahto au imprimat demo-uri pentru piesele „Winter Madness”, „Beyond the Dark Sun” și „Death and the Healing”, care au fost trimise direct la Nuclear Blast. Casa de discuri le-a oferit un contract pentru mai multe albume, stipulând că un demo cu trei piese trebuie trimis spre aprobare înaintea înregistrării fiecărui nou album.
Chiar și după obținerea contractului de înregistrări, Mäenpää intenționa să păstreze Wintersun ca un proiect secundar al carierei sale de vocalist și chitarist la Ensiferum. Totuși, pentru a promova apariția albumului din 2004 al Ensiferum, Iron, casa de discuri Spinefarm Records a programat un turneu european ale cărui date se suprapuneau cu sesiunea de înregistrări stabilită prin contract cu Mäenpää pentru albumul Wintersun. După ce a solicitat o perioadă de pauză de la trupă, Mäenpää a fost concediat de Ensiferum.
Mäenpää și-a concentrat apoi energia pe înregistrarea Wintersun în ciuda lipsei altor membri în trupă. Vocile, chitarele, basul și claviaturile de pe Wintersun au fost interpretate de către Mäenpää, care avea experiență cu înregistrarea unor piese multi-instrumentale, crescând alături de înregistratoare cu 8 sau cu 16 piste. Trei studiouri au fost folosite pentru producerea Wintersun: partea de baterie a fost înregistrată la Tico-Tico Studios, părțile vocale, sintetizatoarele și chitare la Sundi Coop Studios, iar Nino Laurenne a mixat albumul la Sonic Pump Studios. Mäenpää a înregistrat solouri de chitare și sintetizatoare suplimentare pe înregistratorul său cu 16 piste.
Wintersun a fost lansat pe 13 septembrie 2004. Deși Mäenpää își compune muzica fără să se limiteze la un anumit gen, nenumăratele stiluri de pe album au fost descrise drept power metal, folk metal, melodic death metal, neo-classical metal, sau black metal.

### 2004–2006: Înființarea trupei și promovareaWintersun
Inspirat de direcția muzicală adoptată de noua trupă a lui Mäenpää, Kai Hahto a părăsit Rotten Sound și s-a alăturat Wintersun ca baterist permanent, în timp ce Jukka Koskinen de la Norther a fost cooptat ca basist. Oliver Fokin, fost baterist al Ensiferum, persoana datorită căreia susține Mäenpää că s-a apucat să cânte la chitară, a fost angajat pe postul de chitarist. Căutarea unei persoane potrivite care să se ocupe de claviaturi s-a încheiat fără succes.
Videoclipul piesei Beyond the Dark Sun a fost înregistrat în două zile, pe 3 și 4 iulie 2004. A fost regizat și produs de către Maurice Swinkels.
Pe 4 octombrie 2004, Wintersun au anunțat despărțirea de Oliver Fokin, iar înlocuitorul său a fost prezentat pe 27 decembrie, când Teemu Mäntysaari s-a alăturat trupei. A continuat și căutarea unui keyboard-ist, iar Wintersun au fost obligați să folosească înregistrări în viitoarele lor apariții publice.

### 2006–2014:Time IșiTime II
Înregistrarea celui de-al doilea album, care trebuia să se numească Time, a început pe 2 mai 2006. Wintersun au intrat în studiourile Sonic Pump avându-l ca inginer de sunet pe Nino Laurenne de la Thunderstone. Înregistrarea bateriei lui Hahto a început pe 3 mai. Chitara ritmică și basul au fost înregistrate în timpul aceleiași sesiuni. Mäenpää a înregistrat apoi sintetizatoarele și sampler-ele, solo-urile de chitară, chitarele acustice, vocile și interpretarea la chitară a lui Mäntysaari în studioul său de apartament. Albumul trebuia să conțină șapte piese, plus un intro și un outro. Compozițiile pieselor erau complexe, fiind alcătuite din 200 până la 300 de track-uri fiecare.
Time a întâmpinat multe obstacole, întârziind ani la rând apariția albumului. Pe 23 octombrie 2006, Wintersun a anunțat că, din cauza amânării continue a înregistrărilor la album, datele prevăzute pentru mixarea acestuia vor fi reprogramate în mai 2007, lucru care va duce și la anularea prezenței Wintersun la Festivalul Ragnarök din aceeași lună. A fost făcută publică și o dată probabilă pentru punerea în vânzare a albumului, august 2007.

### 2017:The Forest Seasons
Pe 4 ianuarie 2017, trupa a anunțat pe pagina Facebook că a terminat înregistrările pentru al treilea album de studio și că acesta va fi lansat în cursul aceluiași an. Albumul nu urma să fie Time II, ci un proiect nou.
Pe 11 ianuarie 2017, trupa a făcut public numele acestui al treilea album, The Forest Seasons. Pe 1 martie, formația a început o campanie de strângere de fonduri pe platforma Indiegogo, prima dintr-un număr de trei campanii proiectate, cu scopul de a-și putea achiziționa propriul studio. Prima campanie a avut succes, depășind într-o singură zi obiectivul minim de 150.000 euro și adunând 464.330 euro în total.

## Membrii trupei

### Membrii actuali
- Jari Mäenpää − voce, chitară, claviaturi (2003–prezent), bas (2004)
- Kai Hahto − baterie (2004–prezent)
- Teemu Mäntysaari − chitară, acompaniament vocal (2004–prezent)
- Jukka Koskinen − bas, acompaniament vocal (2005–prezent)

### Membri de concert
- Timo Häkkinen − baterie[18] (2015)
- Asim Searah − chitară, acompaniament vocal (2017–prezent)

### Foști membri
- Oliver Fokin − baterie[5] (2004)

## Discografie

### Albume de studio
- Wintersun (2004)
- Time I (2012)
- Time II (va apărea la o dată ulterioară)[19]
- The Forest Seasons (2017)

### Demo-uri și compilații
- Winter Madness (2004) – demo
- Wintersun: Tour Edition (2006) – album live
- Live at Tuska Festival 2013 (2017) – album live

### Videografie
- Beyond the Dark Sun (2004) – videoclip
- Live at Summer Breeze 2005 (2005) – DVD
- Time I (2012) - DVD bonus, cuprinzând toate piesele albumului și explicații privind interpretarea și înregistrarea acestora